# كتالان
الكطلان أو الكتالان هم  المجموعة العرقية الذي يعيش في كاتالونيا، وهي منطقة حكم ذاتي في إسبانيا، أو متحدر من اصول تنتمي لتلك المنطقة. وعادة يحسب أهل بلاد الكاتالان في جنوب فرنسا من الكتالانيين. وهم مجتمع ذات حكم ذاتي في إسبانيا.

## الجغرافيا
معظم شعب الكطلان يعيش في إسبانيا حيث تعدادهم يفوق السبع ملايين نسمة. وهناك أكثر من 100,000 كطلوني يعيش بفرنسا. وحوالي 31,000 كطلوني يعيش في أندورا 20,000 في سردينيا. وخلال الأمبراطورية الإسبانية، هاجر جماعات كطلونية إلى أمريكا اللاتينية وانشاؤا مستوطنات في الشيلي وكوبا وبورتو ريكو وجمهورية الدومينيكان.

## اللغة
اللغة الكطالانية هي من اللغات الرومنسية من المجموعة الغالية الأيبرية. وهي الاقرب إلى لغة قسطانية. وفيها تداخلات كثيرة من اللغات الإيطالية الغربية مثل لغة اللغة الأراغونية، الفرنسية، البرتغالية والأسبانية.
عدد المتحدثين بالكطلانية يفوق ال 7 ملايين نسمة. لكننا لا يمكننا ان نحدد العدد بدقة لانه هناك العديد من الاناس الذين يتحدثون الأسبانية بالإضافة للغتهم وكما لا يوجد احصائيه عن تواجدهم في فرنسا على أساس ان الدولة تشجع الفرنسية فقط.

## لباسهم الفولكلوري
لباسهم التقليدي يعتمد على الباريتينا (قبعة صوفية على شكل كيس بلون أحمر) والفاكسيا للرجال وعلى الريت للنساء. والحذا هو الاسباردينيا.

## طعامهم
الطعام الكطلاني هو من المطبخ المتوسطي. يستعملون زيت الزيتون في القلي. ويستهلكون الحليب بكثرة. ويفضلون لحم الدجاج والظان.
الكطلانيون، يتناولون الطعام ثلاث مرات في اليوم:
- الفطور: وهي وقعة خفيفة تعتمد على الفاكهة والعصير، الحليب والقهوة، والخبز مع البندورة (بام توماكيه). وعادة يقسمون الفطور إلى قسمين، الأول عند الاستيقاظ وقبل الذهاب إلى العمل والثانية خلال العمل بين الساعة العاشرة صباحا والظهيرة.
- بعد الظهر: وهي الوقعة الرئيسة ويتناولونها بين الواحدة والثانية والنصف بعد الظهر. ويتناولوا خلالها ثلاث أطباق: الطبق الأول من المعكرونة أو الخضار، والطبق الثاني من اللحوم (سمك أو ضان) والثالث من الفاكهة واللبن (الزبادي).
- مساء: بين التاسعة والحاد عشر والنصف مساء. ويتناولون كمية طعام أقل من بعد الظهر وأكثر من الصباح. وبالعادة تكون مؤلفة من طبق طعام واحد وفواكه.

## الديانة
يعتنق أغلب الكتالان المسيحية دينًا على مذهب الرومانية الكاثوليكية. وتاريخيًا، كان جميع سكان كتالونيا من المسيحيين تقريبًا، وعلى وجه التحديد من أتباع الكنيسة الرومانية الكاثوليكية، وخلال التسعينات من القرن العشرينكان معظم سكان كاتالونيا من الكاثوليك غير الممارسين دينيًا. قابله أيضاً نمو موازي لللادينيين وإلى جانب الهجرة التي أدت إلى زيادة أعداد معتنقي الأديان الأخرى والطوائف المسيحيَّة الأخرى.